# Педро Моренес
Педро Моренес і Альварес де Еулате (ісп. Pedro Morenés y Álvarez de Eulate; нар. 17 вересня 1948, Лас-Аренас) — іспанський політик, член Народної партії. Міністр оборони Іспанії з 21 грудня 2011 року.

## Біографія
Моренес отримав юридичну освіту в Наваррському університеті. З 1974 року займався підприємницькою діяльністю в суднобудуванні. У 1980-ті роки працював в адвокатській конторі, а на початку 1990-х років — в об'єднанні верфей.
У 1996–2000 роках Моренес обіймав посаду державного секретаря в міністерстві оборони Іспанії, потім до виборів 2004 року — в міністерстві внутрішніх справ. У 2004–2011 роках Моренес повернувся в суднобудівну промисловість. Призначення Моренеса на посаду міністра оборони Іспанії 21 грудня 2011 викликало хвилю критики, оскільки незадовго до нього Моренес працював в компанії, що продавала касетні бомби лівійському диктатору Каддафі, який застосовував їх проти цивільного населення. Коли в 2008 році Іспанія підписала Конвенцію про касетні боєприпаси, Моренес зажадав виплатити оборонній промисловості компенсацію в 40 млн євро.